# Hamititan
Hamititan xinjiangensis
Genre
Espèce
Hamititan (qui signifie « géant Hami ») est un genre de dinosaure sauropode Titanosauria de la formation Shengjinkou (en) du Xinjiang, en Chine. Il contient une espèce, l'espèce type, Hamititan xinjiangensis.

## Découverte et dénomination
En 2006, un Konservat-Lagerstätte a été signalé dans la formation de Shengjinkou dans la région de Hami au Xinjiang, en Chine. Il s'agissait de sédiments lacustres permettant une conservation exceptionnelle des fossiles. La même année, Qiu Zhanxiang et Wang Banyue ont commencé les fouilles officielles.
Parmi les fossiles excavés se trouvaient sept vertèbres caudales avec trois chevrons préservés. Ceux-ci ont été désignés comme l'holotype (HM V22) du nouveau taxon de sauropode, Hamititan. Quatre éléments sacrés, spécimen IVPP V27875, n'ont pas été référencés. Une dent de théropode a été trouvée près de la sixième vertèbre caudale de l'holotype. Il est probable que ce théropode se soit attaqué à l'holotype peu de temps après sa mort. Le nom générique fait référence à la ville de Hami, où l'holotype a été trouvé, tandis que le nom spécifique, xinjiangensis, fait référence à la province chinoise, le Xinjiang.

## Classification
L'analyse phylogénétique de Wang et al. place Hamititan en tant que titanosaure dérivé non lithostrotien dans une polytomie avec Epachthosaurus, Kaijutitan, Notocolossus, les Rinconsauria, les Lognkosauria et les Lithostrotia. S'il est classé avec Silutitan, son contemporain, comme un seul taxon, le taxon combiné sera frère d'Euhelopus. Un cladogramme illustrant la première hypothèse est présenté ci-dessous :
|  | Andesaurus   |
|  |              |
|  | Wintonotitan |
|  |              |

|  | Epachthosaurus                                                 |
|  |                                                                |
|  | Hamititan                                                      |
|  |                                                                |
|  | Kaijutitan                                                     |
|  |                                                                |
|  | Notocolossus                                                   |
|  |                                                                |
|  | Rinconsauria                                                   |
|  |                                                                |
|  | Lognkosauria                                                   |
|  |                                                                |
|  | \| \| Dreadnoughtus \| \| \| \| \| \| Lithostrotia \| \| \| \| |
|  |                                                                |
|  | Dreadnoughtus                                                  |
|  |                                                                |
|  | Lithostrotia                                                   |
|  |                                                                |

|  | Dreadnoughtus |
|  |               |
|  | Lithostrotia  |
|  |               |

|  | Epachthosaurus                                                 |
|  |                                                                |
|  | Hamititan                                                      |
|  |                                                                |
|  | Kaijutitan                                                     |
|  |                                                                |
|  | Notocolossus                                                   |
|  |                                                                |
|  | Rinconsauria                                                   |
|  |                                                                |
|  | Lognkosauria                                                   |
|  |                                                                |
|  | \| \| Dreadnoughtus \| \| \| \| \| \| Lithostrotia \| \| \| \| |
|  |                                                                |
|  | Dreadnoughtus                                                  |
|  |                                                                |
|  | Lithostrotia                                                   |
|  |                                                                |

|  | Dreadnoughtus |
|  |               |
|  | Lithostrotia  |
|  |               |

|  | Andesaurus   |
|  |              |
|  | Wintonotitan |
|  |              |

|  | Epachthosaurus                                                 |
|  |                                                                |
|  | Hamititan                                                      |
|  |                                                                |
|  | Kaijutitan                                                     |
|  |                                                                |
|  | Notocolossus                                                   |
|  |                                                                |
|  | Rinconsauria                                                   |
|  |                                                                |
|  | Lognkosauria                                                   |
|  |                                                                |
|  | \| \| Dreadnoughtus \| \| \| \| \| \| Lithostrotia \| \| \| \| |
|  |                                                                |
|  | Dreadnoughtus                                                  |
|  |                                                                |
|  | Lithostrotia                                                   |
|  |                                                                |

|  | Dreadnoughtus |
|  |               |
|  | Lithostrotia  |
|  |               |

|  | Epachthosaurus                                                 |
|  |                                                                |
|  | Hamititan                                                      |
|  |                                                                |
|  | Kaijutitan                                                     |
|  |                                                                |
|  | Notocolossus                                                   |
|  |                                                                |
|  | Rinconsauria                                                   |
|  |                                                                |
|  | Lognkosauria                                                   |
|  |                                                                |
|  | \| \| Dreadnoughtus \| \| \| \| \| \| Lithostrotia \| \| \| \| |
|  |                                                                |
|  | Dreadnoughtus                                                  |
|  |                                                                |
|  | Lithostrotia                                                   |
|  |                                                                |

|  | Dreadnoughtus |
|  |               |
|  | Lithostrotia  |
|  |               |

## Paléobiologie
Les autres animaux, à proximité de l'holotype, comprennent le ptérosaure Hamipterus et l'Euhelopodidae Silutitan, qui est décrit dans le même article. L'ensemble Hamititan, la faune susmentionnée et un théropode sans nom, représente les taxons vertébrés connus de la région.